# Patrick Huard
Patrick Huard (2 de enero de 1969 en Montreal, Quebec) es un actor canadiense.

## Filmografía
En 1993 debutó en televisión con la serie Là tu parles. Hasta 1997 fue un actor frecuente en la pequeña pantalla hasta que en 1997 hizo su primera aparición en el cine con la película Les Boys siendo este el inicio de una trayectoria cinematográfica que le permitió protagonizar una docena de películas hasta 2005 entre las que destacan: J'en suis, La vie après l'Amour, Nez Rouge, Sur le Seuil, Maman Last Call y Monica la Mitraille.
En 2005 participó en Bon Cop, Bad Cop, film considerado hasta la fecha la "película canadiense más taquillera de la historia" con una recaudación superior 12 millones de dólares canadienses en la taquilla. Otras producciones destacadas son Cadavres en 2009, Funkytown (2010) y Starbuck
A lo largo de su carrera ha trabajado con Michel Côté, Rachelle Lefevre, Stéphane Rousseau y René Angelil entre otros actores.